# Hello, I Love You
Hello, I Love You – utwór amerykańskiej grupy The Doors, który pojawił się na płycie Waiting for the Sun wydanej w 1968. W tym samym roku został on wydany na singlu, który podobnie jak duża płyta, był wielkim komercyjnym sukcesem grupy. Piosenka była pierwszym przebojem zespołu w Europie. Ray Davies, lider grupy The Kinks, zarzucił zespołowi plagiat piosenki jego zespołu, „All Day and All of the Night”.
Utwór napisany trzy lata przed wydaniem płyty, znajdował się na płycie demo zespołu z 1965 roku, gdy Robbie Krieger nie należał jeszcze do grupy. Jim Morrison napisał tekst w noc po spotkaniu pięknej, nieznajomej kobiety na plaży. Sama piosenka była bardzo lubiana przez radiowych DJ-ów.
Piosenka została scoverowana w 2004 roku przez zespół The Cure.